# Canal+ (Polonia)
Canal+ è una piattaforma televisiva commerciale per televisione digitale satellitare offerta dal gruppo francese Canal+ e destinata al mercato polacco. 
La piattaforma digitale satellitare è stata creata a seguito della partnership strategica del Gruppo ITI e del Groupe Canal + e della fusione delle piattaforme n e Cyfra +. La sua creazione è stata collegata all'acquisizione da parte di Canal + Cyfrowy di ITI Neovision, l'operatore della piattaforma n, e all'acquisizione da parte di Canal + di azioni di TVN. Dalla data di avvio delle operazioni, ovvero dal 21 marzo 2013 al 2 settembre 2019, la piattaforma è stata denominata nc+, in riferimento ai nomi dei predecessori combinati (n e Cyfra+) e in seguito ha preso la denominazione Platforma Canal+.
La piattaforma è di proprietà di Groupe Canal + (51% delle azioni), TVN Grupa Discovery (32%) e Liberty Global (17%).
L'offerta comprende diversi canali radiofonici e televisivi polacchi e canali televisivi da tutta Europa, Asia e Medioriente. Al 2007 la piattaforma Cyfra+ contava 1 milione di abbonati.

## Loghi delle diverse denominazioni

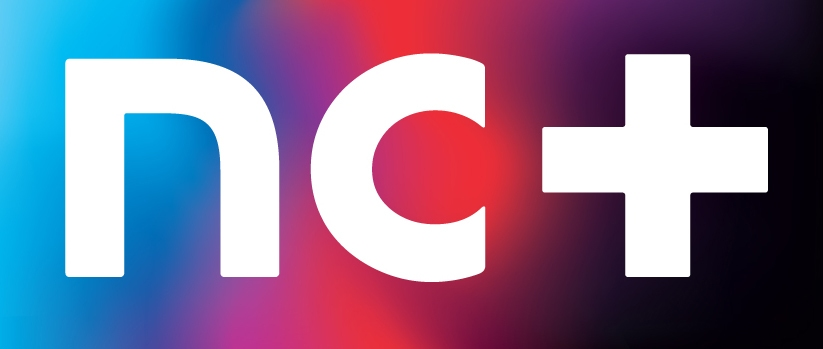
Il logo di nc+ usato da marzo a ottobre 2013
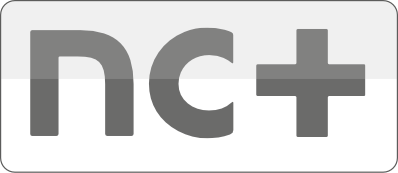
Il logo di nc+ usato fino al 2 settembre 2019
Il logo Canal + Platforma usato dal 3 settembre 2019